# Дурні вмирають
«Дурні вмирають» (англ. Fools Die) — роман Маріо П'юзо 1978 року. Події роману відбувається у світі азартних ігор, видавничої справи та кіноіндустрії. Головні персонажі, Джон Мерлін та його брат Арті Мерлін, живуть за власними правилами честі в бурхливий період 1950-х років в Америці, де закон і організована злочинність є практично синонімами . Роман переносить нас до Нью-Йорка, Голлівуда та Лас-Вегаса. Маріо П'юзо вважав «Дурні вмирають» своєю улюбленою книгою. Головний персонаж, Джон Мерлін, частково заснований на житті самого автора. 1978 року видавництво «G. P. Putnam's Sons» продало права на цю книгу в м'якій обкладинці видавництву «New American Library» за рекордні на той час 2,55 мільйона доларів.

## Сюжет
Події роману відбуваються в Лас-Вегасі, де група друзів — Джон Мерлін, Каллі Кросс і Джордан Гоулі — проводить кілька тижнів, граючи в азартні ігри в готелі «Ксанаду». Хоча вони не були знайомі раніше і не є давніми друзями, кожен з них з особистих причин вирішує зупинитися в цьому готелі. Разом вони вирушають у світ азартних ігор та спокушання жінок у Вегасі. Одного вечора Джордан виграє колосальні 500 000 доларів, граючи в бакара та крепс, але, пригнічений, накладає на себе руки у своєму готельному номері. Самогубство Джордана особливо драматичне, оскільки він ризикував усім своїм виграшем, роблячи ставки проти власника казино Альфреда Гроневельта. Після смерті Джордана, Мерлін повертається до своєї родини в Нью-Йорк, а Каллі вирішує назавжди залишитися в Лас-Вегасі. Його навички азартного гравця та шахрая привертають увагу Гроневельта, який наймає його на посаду ключового співробітника у готелі «Ксанаду». Через деякий час Каллі стає заступником Гроневельта і починає керувати казино, наче є його власником.
Джон Мерлін, який виріс сиротою, зараз працює державним службовцем в Нью-Йорку та пише романи як підробіток, намагаючись звести кінці з кінцями задля своєї сім'ї. За допомогою свого тестя йому вдається влаштуватися на посаду адміністративного клерка в центрі вербування армії США. Одного разу, маючи фінансові проблеми, корумпований напарник переконує Мерліна взяти хабарі в обмін на те, щоб допомогти дорослим дітям багатих людей уникнути призову, зарахувавши їх у військовий резерв. Згодом влада розкриває цю шахрайську схему, що призводить до розслідування справи Мерліна великим судом присяжних. На щастя, йому вдається уникнути федеральних звинувачень, сконтактувавшись зі своїм старим другом Каллі Кроссом, який тепер має зв'язки з мафією та керує казино в Лас-Вегасі. Кросс використовує свої політичні та ділові зв'язки, щоб допомогти Мерліну уникнути юридичних проблем.
Незабаром після цього Мерлін влаштовується на роботу рецензентом у великому журналі. Там він знайомиться з відомим письменником на ім'я Осано. У цей час Мерлін успішно публікує роман, а кіностудії змагаються за права на фільм. Студія-переможець запрошує Мерліна до Лос-Анджелеса для допомоги в адаптації сценарію та співпраці з продюсерами. У Каліфорнії Мерлін закохується в акторку Джанель, але згодом розчаровується в кіноіндустрії як такій. З роками більшість найближчих друзів Мерліна помирає. Його дорогий друг Каллі Кросс бере участь у складній схемі обміну грошей з японським мільйонером і під час подорожі до Японії Каллі вбивають за наказом Гроневельта, власника «Ксанаду». Брат Мерліна, Арті, раптово помирає від серцевого нападу. Після багатьох років вечірок і навіть стосунків із дівчиною Мерліна Джанель, Осано дізнається, що у нього невиліковна хвороба, і вирішує накласти на себе руки. На подив Мерліна, як бізнес-спадкоємця Осано, він дізнається, що рукопис, над яким Осано працював понад десять років, складається лише з шести завершених сторінок (сторінки використані як вступ до роману «Дурні вмирають»). Зрештою навіть Джанель помирає від аневризми мозку.